# Ochyrotica bjoernstadti
Ochyrotica bjoernstadti là một loài bướm đêm thuộc họ Pterophoroidea. Nó được tìm thấy ở Tanzania.
Sải cánh dài ca. 16 mm. The moth gặp ở tháng 5.